# 拓撲熵
在數學裡，拓撲熵是指在一個拓撲動力系統中的一個非負實數，可以用來測量此系統的複雜度。拓撲熵這個概念最先是於1965年由阿德勒、孔翰和麥克安德魯所提出來的。其定義是由測度熵中導出來的。之後，汀那伯格和洛福斯·鮑恩另給出了一個不同但等價的定義，將其延伸至豪斯多夫維。第二個定義釐清了拓撲熵的意義：對一個由迭代函數給出的系統，拓撲熵表示迭代不同軌道數的指數成長率。變分原理此一重要原理將拓撲及測度熵兩種概念相關連了起來。

## 定義
拓撲動力系統包括一個豪斯多夫空間 X （通常假定為緊緻的）和一個連續自映射 f 。其拓撲熵是一個非負實數，可以等價地以許多方式被定義。

### 阿德勒、孔翰和麥克安德魯的定義
令 X 是一緊緻豪斯多夫空間。對任一 X 的有限覆蓋 C ，令 H(C) 為覆蓋 X 的 C 的最小元素數量的對數（通常底數為 2 ）。對兩個覆蓋 C 和 D ，令
{\displaystyle C\vee D}
為其（最小）公精緻，包含所有 C 中的元素和 D 中的元素的非零交集。而多個覆蓋的公精緻也是類似的定義。對任一連續函數 f: X → X　，下面的極限存在：
{\displaystyle H(C,f)=\lim _{n\to \infty }{\frac {1}{n}}H(C\vee f^{-1}C\vee \ldots \vee f^{-n+1}C).}
則 f 的拓撲熵，標記為 h(f) 即定義為在所可能的有限覆蓋 C 上的 H(C,f) 的最小上界。

#### 解釋
C 的各部份可能可以被視為是（部份地）描述了 X 上的點 x 的位置的符號：所有點 x ∈ Ci 都被配上符號 Ci 。想像 x 的位置被一特定儀器（不完美地）量測，且 C 的每個部份都會對應於量測的每個可能輸出。然後，整數 {\displaystyle H(C\vee f^{-1}C\vee \ldots \vee f^{-n+1}C)} 則表示譯成 X 的點所需長度 n 的「詞」的最小數量，依據其頭 n-1 次迭代的行為，或另個角度來說，是由劃分 C 中「看到」迭代行為「方案」的總數。因此，拓撲熵即為描述映射 f 長迭代所需訊息的平均值。

### 鮑恩和汀那伯格的定義
此定義使用了在 X （實際上，一致空間即足夠）上的度量。令 (X,d)　為一緊緻度量空間且 f: X → X 為一連續函數。對每一個自然數 n ，一新度量被定義為
{\displaystyle d_{n}(x,y)=\max\{d(f^{i}(x),f^{i}(y)):0\leq i<n\}.}
給定任一 ε > 0 及 n ≥ 1 ， X 的兩點被稱為對此度量是 ε-接近的，若其頭 n 次迭代是 ε-接近的。此一度量允許將一個軌道的鄰域區分成在迭代中相互遠離的點以及一起移動的點兩種。X 的子集 E 被稱之為是 (n, ε)-分離的，若每一對在 E 中的相異點都不是 ε-接近的。令 N(n, ε) 為一 (n, ε)-分離集合的最大勢。映射 f 的拓撲熵即被定義為
{\displaystyle h(f)=\lim _{\epsilon \to 0}\left(\limsup _{n\to \infty }{\frac {1}{n}}\log N(n,\epsilon )\right).}

#### 解釋
因為 X 是緊緻的， N(n, ε) 會是有限的，且表示長度 n 相異軌道區段的數量，假定我們無法區分 ε-接近的兩點。一簡單的論證顯示定義 h(f) 的極限總是存在於擴展的實數軸中（但可能是無限大）。此一極限可以被解釋成對相異軌道區段數量的平均指數成長率的量測。在這意義之下，拓撲熵可以用來量測拓撲動力系統 (X,f) 的複雜性。洛福斯·鮑恩更將拓撲熵的此定義擴展成允許 X 是非緊緻的樣式。

## 另見
- 米爾諾–瑟斯頓捏製定律